# Струтинський Антін
Антін Струтинський (1832–1907) — український галицький громадський діяч, католицький священник (УГКЦ), один з головних пропагаторів братств тверезості у 1870–1890-х роках.
Разом із групою греко-католицьких священників (Йосафат Кобринський, Филимон Огоновський, Володимир Паук, Ілля Мардарович, Рудольф Мох і засновник численних братств тверезості Василь Залозецький) А. Струтинський здійснював регулярну місіонерську антиалкогольну діяльність у Станиславівському повіті (особливо активно на Коломийщині, Калущині та Рогатинщині)[джерело?].